# Aleksander Železnikar
Aleksander Železnikar, slovenski časnikar, * 5. maj 1890, Ljubljana, † 18. marec 1952, Ljubljana.

## Življenje in delo
Aleksander Železnikar, sin časnikarja I. Železnikarja, je v Ljubljani obiskoval klasično gimnazijo (1900-1910). Po nedokončanem študiju prava v Pragi (1910-1913), kjer je bil 1912 predsednik akademskega društva Adrija, je sodeloval pri preporodovskem gibanju in pisal v lista Omladina in Svobodna misel. Nato je bil v letih 1913 in 1914 v Gorici urednik Soče in Primorskega lista, 1914 tudi Edinosti (goriška izdaja). V začetku 1915 je moral k vojakom, bil avgusta 1916 na ruski fronti ujet in poslan v Sibirijo. Avgusta 1918 je stopil v jugoslovanski polk Matija Gubec, nato v polk majorja Blagotića. V Čeljabinsku je urejal list Jugoslovensko ujedinjenje, na ladji, ki je 1920 vračala prostovoljce iz Vladivostoka v Dubrovnik pa dnevni informativni list Na moru, ki je izšel v 52. številkah. Po demobilizaciji avgusta 1920 je bil v Ljubljani v letih 1920−1941 urednik več časopisov. Med vojno je od začetka 1942 sodeleloval z OF. Fašisti so ga 1942 aretirali in zaprli v šempetrsko kasarno, kjer je bil  določen za talca. Po vojni je bil upravnik Učiteljske knjigarne (1946), Šentjakobske (1947–1948) oziroma Mestne ljudske knjižnice (1948–1949), nazadnje je delal v uredništvu Slovenskega poročevalca (1950–1952). 